# Geophis bicolor
Geophis bicolor är en ormart som beskrevs av Günther 1868. Geophis bicolor ingår i släktet Geophis och familjen snokar. Inga underarter finns listade i Catalogue of Life.
Arten har två populationer i Mexiko. En nära Mexico City och den andra i delstaterna Jalisco och Colima (västra Mexiko). Den lever i bergstrakter mellan 1800 och 2600 meter över havet. Geophis bicolor vistas främst i ursprungliga barrskogar. Den kan i viss mån anpassa sig till brukade skogar. Individerna gräver i det översta jordlagret. Honor lägger ägg.
På grund av det underjordiska levnadssättet är arten sällsynt och populationens storlek okänd. IUCN kategoriserar arten globalt som otillräckligt studerad.